# Arachnura logio
Arachnura logio es una especie de araña perteneciente a la familia Araneidae. Se encuentra desde China a Japón.